# アキリーズ (装甲巡洋艦)
| 竣工時の「アキリーズ」 | |
| 艦歴                   | |
| 発注                   | アームストロング・ホイットワース社エルジック造船所                                                                                               |
| 起工                   | 1904年2月22日 |
| 進水                   | 1905年6月17日 |
| 就役                   | 1907年4月22日 |
| 退役                   | |
| その後                 | 1921年5月9日にスクラップ |
| クラス名               | ウォーリア級装甲巡洋艦 |
| 性能諸元               | |
| 排水量                 | 常備：13,550トン 満載：-トン |
| 全長                   | 154.08m |
| 水線長                 | 146.3m |
| 全幅                   | 22.4m |
| 吃水                   | 7.62m |
| 機関                   | ヤーロー式石炭専焼水管缶19基 +直立式三段膨張型四気筒レシプロ機関2基2軸推進                                                                       |
| 最大 出力              | 23,000hp |
| 最大 速力              | 23.0ノット |
| 航続 距離              | -ノット/-海里 |
| 燃料                   | 石炭：2,050トン |
| 乗員                   | 700名 |
| 兵装                   | Mk IX 23.4cm（45口径）単装砲6基 Mk II 19.1cm（50口径）単装速射砲4基 7.62cm単装速射砲26基 45cm水中魚雷発射管単装3門                               |
| 装甲                   | 舷側：152mm（水線部） 主甲板：25mm、下甲板：51～75mm 主砲塔：191mm（前盾） バーベット部：152mm（最厚部）、76mm（揚弾筒） 司令塔：245mm（最厚部） |

アキリーズ (HMS Achilles) はイギリス海軍の装甲巡洋艦。デューク・オブ・エジンバラ級（またはウォーリア級）。

## 艦歴
「アキリーズ」は1903・1904年度の建造計画で4隻の装甲巡洋艦の3隻目として発注された。1904年2月22日にアームストロング・ホイットワース社によりエルジックで起工。1905年6月17日に進水して1907年4月22日に竣工し、建造費は119万1103ポンドであった。
ほかの同型艦同様、「アキリーズ」は1907年に第5巡洋艦戦隊に編入され、1908年にはロシアを訪問した。1909年、第2巡洋艦戦隊に転属。第一次世界大戦勃発数日前の1914年8月2日に、「アキリーズ」は同型艦「コクラン」やほか3隻の装甲巡洋艦とともにシェトランド諸島の防衛強化のため派遣された。戦争開始後、「アキリーズ」の属する戦隊はグランドフリートに加わった。
「アキリーズ」は1916年5月31日のユトランド沖海戦には修理中であったため参加していない。第2戦艦戦隊を除く大洋艦隊がその日の夜に出撃するだろうという情報が暗号解読により得られたため、8月18日の夕刻グランドフリートの一艦として出撃した。ドイツ軍は8月19日にサンダーランド (イングランド)砲撃を計画しており、飛行船と潜水艦による広範囲にわたる偵察もなされた。しかし、ドイツ艦隊は砲撃を中止し、飛行船から報告のあった単独行動中のイギリス戦艦戦隊追跡に向かった。だがそのイギリス軍部隊は実際にはハリッジ部隊であった。そして、間違いに気づくとドイツ艦隊は帰路についた。グランドフリートの出撃中、「アキリーズ」はUボートを発見した。1916年10月18日になされた大洋艦隊の別の出撃の際は、アキリーズはほかの3隻の装甲巡洋艦とともに北海北部、ペントランド湾入り口からノルウェーのハルダンゲルフィヨルドの間の海域を哨戒したが、ドイツ艦船と遭遇することは無かった。
1917年3月16日、「アキリーズ」と武装臨検船「ダンディー」はシェトランド諸島北方で哨戒中に偽装したドイツ仮装巡洋艦「レオパルト」と遭遇した。命じられると「レオパルト」は停船したが、「ダンディー」からの乗り込みは阻止しようと動き、そして2本の魚雷を発射したがそれは外れた。反撃に移った「ダンディー」は「レオパルト」の船尾を掃射して大損害を与え、「アキリーズ」も砲撃を開始した。「レオパルト」は1時間後に沈み、生存者は居なかった。「アキリーズ」は船団護衛に従事するため1917年8月に北アメリカ・西インド艦隊に転属となったが、1918年2月から12月の間はイギリスに戻って改装を受けた。それが完了すると、チャタムで機関員の訓練船となった。
「アキリーズ」は1921年5月9日にスクラップとして売却された。